# Badumna longinqua
Badumna longinqua là một loài nhện trong họ Desidae.
Loài này thuộc chi Badumna. Badumna longinqua được miêu tả năm 1867 bởi Ludwig Carl Christian Koch.